# Madaras Lázár
Madaras Lázár (írói álneve: Kibédi László; Kibéd, 1941. február 20. – Brassó, 2020. április 30.) romániai magyar közgazdász, újságíró, szerkesztő, politikus.

## Életútja
Az elemi iskola első osztályát Kibéden végezte, majd Petrozsényban folytatta, miután, a jobb megélhetés érdekében, odaköltöztek. 1955 és 1959 között a petrozsényi 2-es számú magyar tannyelvű középiskola diákja volt. 1964-ben a Bukaresti Közgazdasági Akadémián szerzett diplomát. Közgazdász pályáját a Brassó tartományi statisztikai hivatalánál kezdte (1964–66), ugyanitt a tartomány néptanácsi tisztviselője volt 1966 és 1968 között, majd hírlapíró lett a Brassói Lapok hetilapnál. 1976-tól szerkesztőségi titkár, 1982 júniusától főszerkesztő.
Első írását az Előre közölte 1962-ben, népességtudományi és ipargazdasági tanulmányai a Revista de Statistică, Revista Economică hasábjain jelentek meg. Évekig a brassói Népi Egyetem magyar tagozatának élén állt.
1990-ben az RMDSZ Brassó megyei szervezetének egyik megalapítója, megválasztott elnöke, ugyanabban az évben  parlamenti képviselő lett, két mandátum erejéig törvényhozóként dolgozott a képviselőházban. 1996 és 2000 között a Brassó Megyei Tanács alelnöke volt.
2000-ben versenyvizsga alapján nyerte el a brassói fakitermelésre és -feldolgozásra szakosodott BRAFOR SA vezérigazgatói tisztségét, amelyet 2005-ig viselt.  
2005 januárjában prefektusnak nevezték ki a 270 lelket számláló magyar közösségnek otthont adó Mehedinți megyébe, e posztjáról 2006 tavaszán mondott le egészségi okok miatt, de továbbra is részt vett a közéletben, például a Vaskapu Duna-szorosait hajózhatóvá tevő magyar államférfiak (Széchenyi István, Baross Gábor stb.) emlékezetének ébrentartásában. Egyik támogatója volt a Brassói Magyar Dalárdának.
Szervezeti tevékenysége is szerteágazó. 1993-ban a Brassói Cenk Alapítvány elnöke lett. 
1994-ben Kiss Éva Máriával létrehozta Erdély első 24 órában magyar nyelven sugárzó rádióját (Siculus Rádió). Tevékeny szerepet játszott az európai Phare programban lebonyolított  tanfolyamok szervezésében, amelyek során több magyar polgármesterrel, polgármester-helyettessel, könyvelővel ismertették meg a helyi költségvetés kidolgozására és végrehajtására vonatkozó ismereteket. 2000-től kezdődően több mint harminc kirándulást szervezett az alapítvány tagsága önazonosság-tudatának erősítése céljából a magyar történelem jelentős hazai és külföldi színtereire.
2006-ban nyugdíjba vonult.

## Kötetei
- Le mouvement migratoire – facteur essentiale dans le développement économique de la ville de Brașov 1980. Centre démographique ONU Roumanie, București
- Gyakorlati útmutató a helyi közpénzügyi törvény alkalmazásához; Civitas–RMDSZ, Cluj-Napoca, 1999